# Scorpaena dispar
Scorpaena dispar behoort tot het geslacht Scorpaena van de familie van schorpioenvissen. Deze soort komt voor in het westen van de Atlantische Oceaan van Florida het noorden van de Golf van Mexico tot Brazilië op diepten van 36 tot 118m. Zijn lengte bedraagt zo'n 23 cm.